# Чеський Олександр Миколайович
Олекса́ндр Микола́йович Че́ський (1977—2014) — солдат 28-ї окремої механізованої бригади Збройних Сил України, загинув у ході російсько-української війни.

## Короткий життєпис
Народився 28 липня 1977 року в селі Джугастрове Іванівського району Одеської області. Закінчив з відзнакою загальноосвітню школу села Джугастрове.
Проходив строкову військову службу в лавах Збройних Сил України.
Мобілізований 1 серпня 2014 року. Оператор-розвідник 28-ї окремої механізованої бригади.
З осені 2014 року брав участь в антитерористичній операції на сході України.
8 листопада 2014-го зазнав важкого поранення в голову в бою біля міста Красногорівка. 10 листопада в коматозному стані помер у Дніпропетровській лікарні ім. Мечникова.
Похований на кладовищі села Джугастрове.

## Нагороди та вшанування
- Указом Президента України № 311/2015 від 4 червня 2015 року, «за особисту мужність і високий професіоналізм, виявлені у захисті державного суверенітету та територіальної цілісності України, вірність військовій присязі», нагороджений орденом «За мужність» III ступеня (посмертно)[1].
- У серпні 2015 року в селі Джугастрове на будівлі загальноосвітньої школи, де навчався Олександр, йому відкрито меморіальну дошку.